# The Gore Gore Girls
The Gore Gore Girls è un film del 1972 diretto da Herschell Gordon Lewis.
Fu l'ultimo film girato da Lewis prima del suo ritiro dal mondo del cinema per diventare un uomo d'affari. Lewis tornerà alla regia solamente nel 2002 per dirigere Blood Feast 2, sequel del suo capolavoro Blood Feast.

## Trama
Alcune ballerine in uno strip club vengono brutalmente assassinate e mutilate. Una giornalista ed un detective si mettono ad indagare sul caso.

## Nominations
| Anno | Manifestazione | Premio       | Categoria                      | Risultato       |
| ---- | -------------- | ------------ | ------------------------------ | --------------- |
| 2017 | Saturn Awards  | Saturn Award | Miglior collezione DVD/Blu-Ray | Vincitore/trice |